# Dolánky (Dřevěnice)
Dolánky jsou malá vesnice a část obce Dřevěnice v okrese Jičín. Nachází se na východě Dřevěnic. Dolánky leží v katastrálním území Dřevěnice o výměře 5,17 km².

## Historie
V roce 1596 vesnici prodala Kateřina z Donína jako součást dřevěnického panství Janu Rudolfovi Trčkovi z Lípy.